# (5068) Cragg
(5068) Cragg est un astéroïde de la ceinture principale.

## Description
(5068) Cragg est un astéroïde de la ceinture principale. Il fut découvert le 9 octobre 1990 à Siding Spring par Robert H. McNaught. Il présente une orbite caractérisée par un demi-grand axe de 3,03 UA, une excentricité de 0,06 et une inclinaison de 11,6° par rapport à l'écliptique.

## Compléments